# Filip al II-lea de Namur
Filip al II-lea de Namur (n. 1195–d. 1226), supranumit à la lèvre, a fost marchiz de Namur de la 1212 până la moarte.
Filip a fost cel mai vârstnic fiu rezultat din căsătoria dintre Petru al II-lea de Courtenay, împăratul latin de Constantinopol și contesa Yolanda de Flandra. La moartea unchiului său pe linie maternă, Filip I de Namur (Filip cel Nobil), marchizatul Namur a revenit lui Filip, ca moștenitor desemnat.
Filip a trebuit să facă față urmașilor contelui Henric al IV-lea de Luxemburg, care nu au renunțat la pretențiile lor asupra Namurului. El a luptat cu Waleran al III-lea de Limburg, soțul Ermesindei de Luxemburg și a încheiat pacea cu acesta la Dinant.
Atunci când tatăl său a murit în 1217, Filip a refuzat să moștenească tronul imperial din Constantinopol, care a revenit fratelui său, Robert.
În 1226, Filip a luat parte la Cruciada Albigensiană întreprinsă de regele Ludovic al VIII-lea al Franței și la asediul asupra Avignonului. Orașul a fost capturat, însă o epidemie a produs ravagii asupra asediatorilor. Filip s-a stins din viață lângă Saint-Flour, în provincia Auvergne.
Nefiind căsătorit și neavând moștenitori legitimi, Filip a fost succedat ca marchiz de Namur de către fratele său Henric.